# Resultados do Carnaval de Campinas em 2011
Resultados do Carnaval de Campinas em 2011.

## Grupo Especial
| Colocação | Escola                       | Pontos | Nota      | Ref.        |
| --------- | ---------------------------- | ------ | --------- | ----------- |
| 1º        | Rosa de Prata                | 199    |           | [ 1 ]       |
| 2º        | Unidos do Shangai            | 193    |           | [ 1 ]       |
| 3º        | Ponte Preta Amor Maior       | 189    |           | [ 1 ]       |
| 4º        | Renascença                   | 185    |           | [ 1 ] [ 2 ] |
| 5º        | Leões da Vila Padre Anchieta | 183    |           | [ 1 ]       |
| 6º        | Estrela Dalva                | 173    |           | [ 1 ]       |
| 7º        | Unidos do Santa Lúcia        | 143    | Rebaixada | [ 1 ]       |

## Grupo de Acesso
| Colocação | Escola                  | Pontos | Nota      | Ref.        |
| --------- | ----------------------- | ------ | --------- | ----------- |
| 1º        | Acadêmicos dos Amarais  | 194    | Promovida | [ 1 ] [ 3 ] |
| 2º        | Unidos de Vila Rica     | 193    |           | [ 1 ]       |
| 3º        | Acadêmicos de Madureira | 187    |           | [ 1 ]       |
| *         | Unidos do Grajaúna      | *      | Eliminada | [ 1 ] [ 2 ] |

## Pleiteantes
Eram necessários 80 pontos para obter aprovação.
| Colocação | Escola                 | Pontos | Nota            | Ref.        |
| --------- | ---------------------- | ------ | --------------- | ----------- |
| 1º        | Princesa de Madureira  | 78     | Reprovada       | [ 1 ] [ 2 ] |
| *         | Unidos do Paranapanema | *      | Desclassificada | [ 1 ] [ 2 ] |
| *         | Vaiquemké              | *      | Desclassificada | [ 1 ] [ 2 ] |